# Elachertus giffardi
Elachertus giffardi är en stekelart som beskrevs av Timberlake 1927. Elachertus giffardi ingår i släktet Elachertus och familjen finglanssteklar. Inga underarter finns listade i Catalogue of Life.